# Бела Балаж
Балаж Бела (псевдонім Герберта Бауера; 4.VIII 1884, Сегед — 17.V 1949, Будапешт) — угорський письменник і теоретик кіно.

## Життєпис
У літературі виступив 1908 як поет-символіст. 
Учасник Пролетарської революції в Угорщині 1919, після поразки якої емігрував до Відня, 1927 — до Берліна. В 1931—45 жив у СРСР. 
Романи: «Неможливі люди» (1930), «Карлусь Бруннер» (1936), «Генріх починає боротьбу» (1941), збірки віршів — «Лети, моє слово» (1944), «Мій шлях» (1945). Автор книг про кіномистецтво, автобіографічного роману «Юність мрійника» (1948), сценаріїв, казок. В Угорській Народній Республіці було встановлено державну премію ім. Б. Балажа в галузі кінематографії.